# عقوبة الإعدام في إسرائيل
عقوبة الإعدام هي عقوبة قانونية في إسرائيل. لم تُفرض عقوبة الإعدام إلا مرتين في تاريخ الدولة، ولا يتم تنفيذها إلا على الجرائم التي ارتكبت خلال زمن الحرب، مثل الإبادة الجماعية والجرائم ضد الإنسانية وجرائم الحرب والجرائم ضد الشعب اليهودي والخيانة وبعض الجرائم بموجب القانون العسكري.
ورثت إسرائيل قانون الانتداب البريطاني على فلسطين، والذي تضمن عقوبة الإعدام لعدة جرائم، لكن في عام 1954 ألغت إسرائيل عقوبة القتل. ومع كونها خيارًا قانونيًا بموجب القانون، فإن إسرائيل لا تستخدم عقوبة الإعدام. تم تنفيذ آخر إعدام في عام 1962، عندما أُعدم مهندس الهولوكوست أدولف أيخمان بتهمة الإبادة الجماعية وجرائم ضد الإنسانية. صدر آخر حكم بالإعدام في إسرائيل في عام 1988، عندما حُكم على جون ديمجينجوك بالإعدام لارتكابه جرائم حرب وجرائم ضد الإنسانية؛ تم إلغاء عقوبته (وإدانته) لاحقًا عام 1993 عقب استئناف أمام المحكمة الإسرائيلية العليل. لم يطلب الادعاء الإسرائيلي أي حكم بالإعدام منذ التسعينيات.

## التاريخ
قد ترجع ندرة استخدام إسرائيل لعقوبة الإعدام جزئيًا إلى القانون الديني اليهودي. يفرض قانون الكتاب المقدس صراحة عقوبة الإعدام في 36 جريمة، من القتل والزنا إلى عبادة الأصنام وتدنيس يوم السبت. ومع ذلك، وفي إسرائيل القديمة، نادرًا ما يتم تنفيذ عقوبة الإعدام. لقد طور العلماء اليهود منذ بداية العصر المشترك مثل هذه القواعد المقيدة لمنع إعدام الأبرياء بحيث أصبحت عقوبة الإعدام ملغاة بحكم الأمر الواقع. جادل موسى بن ميمون بأن إعدام المدعى عليه بأي شيء أقل من اليقين المطلق سيؤدي إلى منحدر زلق لتقليل أعباء الإثبات، إلى أن ندين فقط «حسب نزوة القاضي». كان اهتمامه هو الحفاظ على الاحترام الشعبي للقانون، ورأى أن أخطاء ارتكاب الفعل أكثر تهديدًا من أخطاء الإغفال. يعتقد القادة الدينيون والعلماء اليهود محافظون أن عقوبة الإعدام يجب أن تظل غير مستخدمة، حتى في الحالات القصوى مثل الاغتيال السياسي.
عندما تأسست دولة إسرائيل الحديثة في عام 1948، ورثت القانون القانوني للانتداب البريطاني، مع بعض التعديلات، وبالتالي ظلت عقوبة الإعدام على الورق. وخلال حرب الاستقلال الإسرائيلية، نُفذت أول عملية إعدام بعد اتهام مئير توبيانسكي، ضابط الجيش الإسرائيلي، زورًا بالتجسس، وخضع لمحكمة عسكرية على رأس الطبلة وأدين. تم إعدامه رميًا بالرصاص، ولكن تم تبرئته لاحقًا بعد وفاته.
في ديسمبر 1948، تقرر إيقاف جميع عمليات الإعدام في حالة صدور المزيد من أحكام الإعدام حتى تحدد الحكومة مصير العقوبة. تم تأكيد أول أحكام الإعدام التي أصدرتها محكمة مدنية إسرائيلية بحق اثنين من العرب الذين أدينوا بارتكاب جريمة قتل، من قبل محكمة الاستئناف في نوفمبر 1949، ولكن تم تخفيف الأحكام إلى السجن المؤبد من قبل الرئيس حاييم وايزمان، بسبب معارضته لعقوبة الإعدام. نظر مجلس الوزراء الإسرائيلي لأول مرة في إلغاء عقوبة الإعدام في يوليو 1949.
في عام 1950، كان سبعة قتلة مدانين ينتظرون تنفيذ حكم الإعدام فيهم في إسرائيل. وفي عام 1951، اقترح مجلس الوزراء الإسرائيلي مرة أخرى إلغاء عقوبة الإعدام. ينص قانون معاقبة النازيين والمتعاونيين النازيين لعام 1950 على فرض عقوبة الإعدام على الجرائم الأكثر خطورة في القانون، حيث تم فرض للعقوبة للمرة الأولى في عام 1952 على يشقيل إنجستر، الذي أدين بتعذيب وضرب يهود آخرين باعتباره كابو. كما أوصت المحكمة بتخفيف حكم الإعدام لأنه فقد ساقه وعانى من مرض في القلب. قضى إنجستر فترة في السجن وتم العفو عنه لاحقًا لكنه توفي بعد وقت قصير من إطلاق سراحه. وفي عام 1953، صدر حكم آخر بالإعدام بتهمة القتل العمد، حيث لم يتم تنفيذه، وحصل القاتل المدان على عفو رئاسي بعد ست سنوات.
في عام 1954، صوت الكنيست لإلغاء عقوبة الإعدام في جريمة القتل العمد. تم الإبقاء على عقوبة الإعدام لجرائم الحرب والجرائم ضد الإنسانية والجرائم ضد الشعب اليهودي والخيانة وبعض الجرائم بموجب القانون العسكري أثناء الحرب.
في عام 1962، نُفذ الإعدام الثاني - والإعدام المدني الوحيد - في إسرائيل عندما أُعدم أدولف أيخمان بعد إدانته عام 1961 بالمشاركة في جرائم الحرب النازية المتعلقة بالهولوكوست.
وطوال العقود التالية، صدرت أحكام بالإعدام من حين لآخر على المدانين بارتكاب جرائم إرهابية، لكن هذه الأحكام كانت تُخفف دائمًا. وفي عام 1988، أدين جون ديمجينجوك، الحارس في معسكر الموت النازي أثناء الحرب، والذي أطلق عليه السجناء «إيفان الرهيب» بسبب وحشيته، بارتكابه جرائم حرب، حيث حُكم عليه بالإعدام، ولكن تم إلغاء إدانته في وقت لاحق عند الاستئناف. في منتصف التسعينيات توقفت ممارسة المطالبة بعقوبة الإعدام لمن يواجهون تهم الإرهاب.
في أعقاب هجوم إيتمار في عام 2011، ظهرت قضية عقوبة الإعدام لفترة وجيزة مرة أخرى. كان من المتوقع أن يطالب المدعون العسكريون الإسرائيليون بإعدام الجناة، لكنهم في النهاية لم يفعلوا ذلك. ولكن، نظر القضاة بجدية في فرض عقوبة الإعدام عند تحديد عقوبة أحد الجناة، لكنهم قرروا عدم فعل ذلك، لأن النيابة لم تطلب هذا.
في انتخابات مارس 2015، خاض حزب إسرائيل بيتنا برنامجًا تضمن أحكامًا بالإعدام على الإرهابيين؛ في يوليو من العام نفسه، تم اقتراح مشروع قانون، برعاية أحد أعضاء الحزب، للسماح لغالبية القضاة الرئاسيين بالحكم على إرهابي بالإعدام. وبتصويت 94 مقابل 6 تم رفض مشروع القانون في قراءته الأولى.

### دعوات فرض عقوبة الإعدام
دعا السياسيون الإسرائيليون في بعض الأحيان إلى فرض عقوبة الإعدام على مجرمين بعينهم. ففي عام 2010، دعا عضو الكنيست أيوب قرا إلى فرض عقوبة الإعدام على مرتكب حادث طعن مفرق تبوح (2010). وفي عام 2017، دعت شخصيات سياسية، بما في ذلك رئيس الوزراء بنيامين نتنياهو، إلى فرض عقوبة على مرتكب هجوم حلميش عام 2017. يخطط نواب في الحكومة لتقديم مشروع قانون إلى الكنيست يسمح بفرض عقوبة الإعدام على الإرهاب. في يناير 2018، وافق الكنيست على مشروع قانون يسهل على المحاكم العسكرية إصدار أحكام الإعدام في تصويت أولي بأغلبية 52 صوتًا مقابل 49. كما صوت رئيس الوزراء نتنياهو لصالحه، لكنه قال لاحقًا إن مشروع القانون يتطلب «مناقشة أعمق» بين الوزراء قبل التصويت عليه مرة أخرى. صرح نتنياهو أنه سيدعم مشروع قانون من شأنه أن يجعل عقوبة الإعدام عقوبة عامة. إذا أصبح مشروع القانون المقترح قانونًا، فسيسمح للمحكمة العسكرية للجيش الإسرائيلي في الضفة الغربية (بما في ذلك القدس الشرقية) بفرض عقوبة الإعدام على المدانين بتهم الإرهاب، فقط بموافقة أغلبية هيئة القضاة.
أفيغادور ليبرمان وحزبه حزب إسرائيل بيتنا يدافعان عن حكم الإعدام على الإرهابيين.

## الرأي العام
وجد استطلاع للرأي أجري عام 2017 أن ما يقرب من 70% من الإسرائيليين سيؤيدون عقوبة الإعدام بعد محاكمة الفلسطينيين الذين قتلوا مواطنين إسرائيليين.

## إعدامات تمت
| الشخص المُعدَم   | تاريخ التنفيذ | الجريمة (الجرائم)                                                                                                   | تحت الرئيس    | طريقة            |
| -------------- | ------------- | --- | ------------- | ---------------- |
| مئير توبيانسكي | 30 يونيو 1948 | الخيانة (تم تبرئته بعد الوفاة)                                                                                      | حاييم وايزمان | فرقة إطلاق النار |
| أدولف أيخمان   | 31 مايو 1962  | جرائم ضد الإنسانية، وجرائم حرب، وجرائم ضد الشعب اليهودي، والإنتماء إلى منظمة محظورة تنطوي على قتل العديد من اليهود. | إسحاق بن تسفي | شنق              |

## روابط خارجية
- JewishEncyclopedia.com - عقوبة الإعدام
- مركز العمل الديني - عقوبة الإعدام